# Бостън (тежък крайцер, 1942)
Бостън (на английски: USS Boston (CA-69/CAG-1)) e тежък крайцер от типа „Балтимор“ на ВМС на САЩ. В периода 1951 – 1955 г. е снабден със зенитно-ракетен комплекс „Териер“, и става първият в света ракетен крайцер и главен кораб на едноименният тип.

## История на службата
Тежкият ((CA-69)), а след това и ракетен (CGA-1) крайцер „Бостън“ е кръстен в чест на града Бостън, един от най-старите градове в САЩ и административен център на щата Масачузетс. Това е шестият кораб на ВМС на САЩ, наречен с това име.
Корабът е спуснат във вода на 26 август 1942 г. в корабостроителницата Fore River Shipyard (в Куинси (Масачузетс)) на компанията Бетлхъм Стийл. Влиза в строй на 30 юни 1943 г. под командването на кептън (капитан 1-ви ранг) Дж. Карсън (на английски: Captain J. H. Carson).

### Втора световна война
С влизането си в строй е приписан към Тихоокеанския флот и пристига в Пърл Харбър на 6 декември 1943 г.
През януари 1944 г. той влиза в състава на оперативното съединение 58 (TF 58), в състава на който участва:
- в рейдовете над Маршаловите острови поддържайки десанта в Куаджалин, Маджуро и Ениветок в периода от 31 януари до 28 февруари 1944 г.;
- в рейдовете над Палау и Западните Каролини 30 март – 1 април 1944 г.;
- в рейдовете на Холандия и западното крайбрежие на Нова Гвинея 21 – 24 април 1944 г.;
- в рейдовете над Трук, включая обстрела на остров Сатаван 29 април – 1 май 1944 г.;
- в нахлуването на Сайпан 11 – 24 юни 1944 г.;
- в 1-я рейд над Бонинските острови 15 – 16 юни;
- в сражението във Филипинско море 19 – 20 юни;
- във 2-я рейд над Бонинските острови 24 – 26 юни;
- в 3-я рейд над Бонинските острови 3 – 4 юли;
- в нахлуването на Гуам 12 юли – 15 август;
- в рейда Палау – Яп – Улити 25 – 27 юли;
- в десанта на Моротай 15 септември;
- в превземането на южната част на Палау, 6 септември – 14 октомври, и рейда на Филипините от 9 – 24 септември.

В състава на оперативно съединение 38 (TF 38) той участва:
- в рейда над остров Окинава 10 октомври;
- рейда над северен Лусон и Тайван 11 – 14 октомври; рейдовете над Лусон 15 и 24 – 26 октомври, 13 – 14 и 19 – 20 ноември, 14 – 16 декември, в т.ч. в битката в залива Лейте 24 – 26 октомври;
- в рейдовете над Тайван 3 – 4, 9, 15 и 21 януари 1945 г.;
- в рейдовете над Лусон 6 – 7 януари;
- рейдовете към крайбрежието на Китай 12 и 16 януари;
- в рейда над Рюкю 22 януари;
- в рейдовете над Хоншу и Рюкю 15 – 16 февруари и 1 март.

На 25 март 1945 г. „Бостън“ пристига в Лонг Бийч (щата Калифорния) за ремонт. Връща се в западната част на Тихия океан през Пърл Харбър и Ениветок, влиза в състава на оперативно съединение 38 и от 20 юли до 15 август участва в рейдовете над Японските острови, включавайки обстрелите над Камаиши и Хоншу на 9 август.
В течение на Втората световна война „Бостън“ получава 10 бойни звезди.

### Следвоенен период
След капитулацията на Япония крайцерът „Бостън“ влиза в състава на окупационните войски до 28 февруари 1946 г., а след това се връща в САЩ, изваден е от състава на флота и на 29 октомври 1946 г. е поставен за консервация на Военноморската корабостроителница Пюджет Саунд.
На 4 януари 1952 г. „Бостън“ е прекласифициран в ракетен крайцер CAG-1 и през февруари 1953 г. е отбуксиран от Бремъртън във Филаделфия за реконструкция в корабостроителницата на компанията New York Shipbuilding в Камдън (Ню Джърси). По време на реконструкцията са демонтирани кърмовите кули на 203 mm и 127 mm оръдия, вместо които са поставени пускови установки за ЗРК. На 1 ноември 1955 г. корабът отново влиза в строй и действа на Атлантическото крайбрежие на САЩ и в Карибско море, участва във флотски учения. На 23 ноември 1956 г. той е преместен в Средиземно море, откъдето се връща през май 1957 г.
На 2 февруари 1970 г. „Бостън“ е изваден от състава на флота, на 1 ноември 1973 г. е зачеркнат от Военноморския регистър, а на 1 март 1975 г. е продаден за скрап.

## Коментари
1. ↑  Буквите показват принадлежността към определен класː ВВ – линкор, СС, CL, СА – съответно линеен, лек или тежък крайцер, CV – самолетоносач, DD – разрушител, SS – подводница и т.н.